# Etiqueta de Eficiencia Energética de Ventanas
EEV (Etiqueta Eficiencia Energética de la Ventana):

## Finalidad
Servir como criterio objetivo al particular que está considerando el cambio de las ventanas en su vivienda, siendo en la actualidad el sector de la rehabilitación el que ofrece más actividad al sector. 
El etiquetado es de carácter voluntario para los fabricantes y califica la mayor o menor eficiencia energética de la ventana en función de sus prestaciones técnicas intrínsecas, sin realizar cálculos ni estimaciones del posible ahorro energético que los hogares pueden conseguir con el cambio de las ventanas, ya que estos valores dependen no sólo de las características de las mismas, sino también de la tipología constructiva del edificio o vivienda, su localización geográfica e, incluso, de los hábitos del propio usuario. 
La Etiqueta de Eficiencia Energética es pues una herramienta que ayuda en la elección de las ventanas de su vivienda, tanto en obra nueva como para rehabilitación, tanto para un usuario general como para un usuario profesional.

## Información que ofrece la etiqueta
Se distingue una clasificación de invierno y una clasificación de verano.
La clasificación de invierno tiene siete niveles de eficiencia, que van desde el color verde y la letra A para las ventanas más eficientes, hasta el color rojo y la letra G para las menos eficientes.
La clasificación de verano tiene tres niveles de eficiencia que van desde tres estrellas para las ventanas más eficientes hasta una estrella para las menos eficientes.
La clasificación que obtiene la ventana es consecuencia del análisis de la Transmitancia térmica de la ventana (tanto de la parte del marco como de la parte acristalada, como de la Permeabilidad al aire de la ventana, como del Factor Solar.
- Factor solar